# Jordanoleiopus endroedyi
Jordanoleiopus endroedyi är en skalbaggsart som beskrevs av Stefan von Breuning 1972. Jordanoleiopus endroedyi ingår i släktet Jordanoleiopus och familjen långhorningar.
Artens utbredningsområde är Ghana. Inga underarter finns listade i Catalogue of Life.